# Autoput Banja Luka–Doboj
Die Autoput Banja Luka–Doboj (bosnisch/serbisch für ‚Autobahn Banja Luka–Doboj‘) ist eine Autobahn in Bosnien und Herzegowina. Sie verläuft vollständig in der Republika Srpska und führt von Banja Luka über Mahovljani (Autobahnkreuz mit der Autobahn Gradiška–Kamensko) und Prnjavor nach Doboj (Autobahnkreuz mit der A-1). Das Autobahnkreuz bei Mahovljani wurde bereits im Zuge des Baus der Autobahn Gradiška–Kamensko fertiggestellt. Am 11. September 2016 wurde das Teilstück zwischen Prnjavor und Johovac (Doboj) eröffnet. Im Herbst 2017 wurde das 10 km lange Stück zwischen dem Autobahnkreuz bei Mahovljani und Drugovići für den Verkehr freigegeben. Am 2. Oktober 2018 wurde das Teilstück von Drugovići bis Prnjavor eröffnet. Seit September 2022 ist die Autobahn vollständig für den Verkehr freigegeben.